# 宁夏回族自治区消防救援总队
宁夏回族自治区消防救援总队，加挂宁夏回族自治区消防救援局牌子，是中華人民共和國寧夏回族自治區的消防救援机构，由中华人民共和国应急管理部与宁夏回族自治区人民政府双重领导，承担宁夏的火灾扑救、消防监督、抢险救援等职责。

## 历史沿革
中华人民共和国成立后，宁夏省银川市公安局于1950年5月成立了交通消防队，辖一个消防班，共12人。1952年6月，交通消防队增编为2个消防班，共20人。1954年9月，宁夏省撤销，银川市公安局交通消防队撤销，仍保留消防班。
宁夏回族自治区成立后，1958年9月，银川市公安局消防队在新城增设一个消防班。1960年2月，吴忠县公安局建立消防队。1964年，石嘴山市建立公安消防队。1965年4月，宁夏回族自治区公安厅成立了第七处（消防、交通处），银川市设立公安消防大队、编有2个消防中队，固原县建立公安消防队。1965年5月，根据《关于公安消防民警实行义务兵役制有关问题的联合通告》文件要求，公安消防队伍小队长（班长）以下人员实行义务兵役制。到1966年底，宁夏全区共有1个公安消防大队、5个消防中队、10辆消防车、消防民警210人。
“文化大革命”开始后，1969年3月，宁夏全区公安消防队分别交由当地军分区代管。1973年10月，宁夏全区公安消防队转交公安。1973年11月，成立宁夏回族自治区公安局消防总队。到1974年底，宁夏全区共3个消防大队、8个中队。1976年1月，银北地区消防大队改为石嘴山市公安局消防大队。1976年3月，灵武县、青铜峡县成立消防中队。1979年9月，中宁县、平罗县、西吉县成立消防中队。
1983年1月，宁夏消防部队纳入武警序列，设立中国人民武装警察部队宁夏回族自治区总队消防处，又称宁夏回族自治区公安厅消防处。1982年11月，自治区公安厅消防处改称宁夏回族自治区公安厅消防局，银川、石嘴山、银南、固原4个大队改为支队。1996年8月，公安部颁布《宁夏回族自治区公安消防总队编制表（试行）》，宁夏回族自治区公安厅设消防局，又称宁夏回族自治区公安消防总队，为正师级。
2018年3月，《深化党和国家机构改革方案》公布，公安消防部队全部退出现役，成建制划归应急管理部，承担灭火救援和其他应急救援工作，现役编制全部转为行政编制。10月9日，公安消防部队移交应急管理部交接仪式举行。12月26日，宁夏回族自治区消防救援总队举行了授旗授衔和换装仪式。2019年12月31日，宁夏回族自治区消防救援总队掛牌成立。
2024年6月，各消防救援总队、支队、大队加挂驻地省、市、县三级消防救援局牌子，宁夏回族自治区消防救援总队加挂宁夏回族自治区消防救援局牌子。

## 职责
根据《消防救援队伍总队及以下单位机构编制方案》，宁夏回族自治区消防救援总队承担下列职责：
1. 承担城乡综合性消防救援工作，负责指挥调度相关灾害事故救援行动，承担重要会议、大型活动消防安全保卫工作。
2. 承担火灾预防、消防监督执法以及火灾事故调查处理相关工作，依法行使消防安全综合监管职能，推动落实消防安全责任制。
3. 参与拟订消防专项规划，参与起草地方性消防法规、规章草案并监督实施。
4. 负责消防救援队伍综合性消防救援预案编制、战术研究和执勤备战、训练演练等工作。
5. 负责消防救援信息化和应急通信建设，承担综合性消防救援行动应急通信保障工作。
6. 负责消防安全宣传教育，组织指导社会消防力量建设。
7. 负责消防应急救援专业队伍规划、建设与调度指挥，参与组织协调动员各类社会救援力量参加救援任务。
8. 负责消防救援队伍建设与管理。
9. 完成应急管理部和所在省（区、市）党委政府交办的相关任务。

## 组织机构
根据《消防救援队伍总队及以下单位机构编制方案》，宁夏回族自治区消防救援总队属于三类总队。

### 机关内设机构和直属单位
宁夏回族自治区消防救援总队机关设有灭火救援指挥部、政治部以及14个业务处室。
- 灭火救援指挥部
  - 指挥中心
  - 作战训练处
  - 信息通信处
- 政治部
  - 组织教育处
  - 人事处
  - 队务处
- 办公室
- 纪检督察室
- 审计室
- 防火监督处
- 法制与社会消防工作处
- 新闻宣传处
- 后勤装备处
- 财务处

此外，总队机关还设有1个应急通信与车辆勤务大队。

### 消防救援支队、大队
宁夏回族自治区消防救援总队下辖有6个消防救援支队，包括5个地级市支队和1个训练与战勤保障支队。
- 银川市消防救援支队
- 石嘴山市消防救援支队
- 吴忠市消防救援支队
- 固原市消防救援支队
- 中卫市消防救援支队
- 宁夏回族自治区消防救援总队训练与战勤保障支队

## 救援力量
截至2021年，宁夏回族自治区消防救援总队共有执勤消防站70个。
根据《消防救援队伍总队及以下单位机构编制方案》，宁夏回族自治区消防救援总队为三类总队，编制总额1976名，其中干部671名、消防员1305名。

## 行动
2016至2020年间，宁夏消防救援队伍接警出动4.27万次，出动消防救援人员57.58万人次，参与扑救火灾2.03万次，处置其它各类灾害事故2.24万次，抢救人员7417人，疏散人员5万人，抢救财产价值20.33亿元。

## 历任领导

### 宁夏回族自治区公安消防总队
| 总队长 - 扎西 武警大校（2012年－2015年） - 李俊东 武警大校（2015年－2016年） - 唐国忠 武警大校（2016年－2018年12月） | 政治委员 - 李清德 武警大校（2012年－2016年） - 郭六虎 武警大校（2016年－2018年12月） |

### 宁夏回族自治区消防救援总队
| 总队长 - 唐国忠 高级指挥长（2018年12月－） | 政治委员 - 郭六虎 高级指挥长（2018年12月） - 张小城 高级指挥长（2019年－） |